# Aixtron
Aixtron est une entreprise allemande qui fait partie de l'indice TecDAX. Elle est spécialisée dans la fabrication de réacteurs permettant de déposer des couches de semi-conducteur par épitaxie en phase gazeuse à partir d'organométalliques. Ces semiconducteurs sont utilisés en hyperfréquence et aussi pour fabriquer des lasers et des diodes électroluminescentes.

## Historique
Bien positionnée au début des années 1990 sur le marché de la fourniture de matériels de fabrication de composants électroniques (LEDs en particulier), la société a alors vu le cours de son action décupler en quelques années, atteignant les 30 euros avec la popularisation des murs de LED comme celui qui entoure le bâtiment du NASDAQ à New York. Aixtron précisait alors dans son rapport annuel savoir fabriquer des LEDs "de toutes les couleurs de l'arc-en-ciel et de beaucoup de couleurs n'existant même pas dans l'arc-en-ciel".
La concurrence d'autres formes de lumière froide dont la technique de fabrication est différente, comme les OLED, l'a ensuite fait retomber à 5,65 euros, puis remonter à 22 en 2011.
En 2007, la société avait réalisé 80 % de son chiffre d'affaires sur le continent asiatique.
En juillet 2016, Aixtron est l'objet d'une offre d'acquisition par Fujian Grand Chip Investment, une entreprise chinoise, pour 670 millions de dollars. En octobre 2016, le gouvernement allemand décide d’interrompre cette acquisition. En décembre 2016, c'est au tour des autorités américaines de faire de même, pour la filiale américaine d'Aixtron.

## Principaux actionnaires
Au 18 décembre 2019:
| Invesco Advisers                  | 7,09% |
| Baillie Gifford & Co.             | 6,91% |
| T. Rowe Price International       | 5,22% |
| DWS Investment                    | 5,00% |
| Argonaut Capital Partners         | 4,90% |
| Norges Bank Investment Management | 4,88% |
| Fidelity Management & Research    | 4,43% |
| Capital Research & Management WI  | 3,83% |
| NNIP Advisors                     | 3,67% |
| Allianz Global Investors          | 3,41% |